# Tutankamon (band)
Tutankamon var en svensk indierockgrupp, som släppte en självbetitlad skiva 2009. Bandet bestod av musiker från andra välkända band, Peter Morén från Peter Bjorn and John, Adam Olenius från Shout Out Louds, Daniel Värjö från The Concretes och Niklas Korssell från The Plan.

## Diskografi
Tutankamon, Playground Music, 2009 
1. Starting to appreciate
2. Have you ever been in love
3. It's not over
4. 3 of us
5. New band in town
6. Are you sure
7. We can't have this undone
8. All the things
9. Oh oh oh oh
10. The grown-up